# Crash du vol Manono-Élizabethville
Le crash du vol Manono-Élizabethville désigne un accident aérien survenu le 31 août 1948 près de Kimbwe, dans ce qui était alors le Congo belge, lorsqu'un Douglas C-47 de la compagnie aérienne belge Sabena immatriculé OO-CBL, s'écrasa lors de sa phase de vol de croisière vers Élizabethville, nom de l'actuelle Lubumbashi en provenance de Manono.
L'appareil transportait 13 personnes dont 3 membres d'équipage. Il n'y eut aucun survivant. Ce fut l'un des trois crashs mortels que connut la Sabena lors de l'année 1948, avec celui du vol Bruxelles-Londres le 2 mars et celui du vol Léopoldville-Bruxelles le 12 mai.